# Bulbophyllum arianeae
Bulbophyllum arianeae là một loài phong lan thuộc chi Bulbophyllum.